# حركة راجنيش
تتألف حركة راجنيش من أشخاص ألهمهم الصوفي الهندي باغوان شيري راجنيش (1931-1990) ، والمعروف أيضًا باسم أوشو، وبالتحديد الأتباع الأوائل والذين يشار إليهم باسم "neo-sannyasins" أو ببساطة «سينياسي». اعتادوا أن يُعرفوا باسم الراجنيشيين أو «البرتقاليين»، بسبب الملابس البرتقالية والحمراء والمارونية والوردية التي كانوا يرتدونها من عام 1970 حتى عام 1985. ويطلق على أعضاء الحركة أحيانا الأوشويين في الصحافة الهندية.
كانت الحركة مثيرة للجدل في السبعينيات والثمانينيات، بسبب عداء المؤسس للقيم التقليدية أولاً في الهند ثم في الولايات المتحدة. وفي الاتحاد السوفييتي تم حظر الحركة على اعتبار أنها تتعارض مع «الجوانب الإيجابية للثقافة الهندية وأهداف الحركة الاحتجاجية للشباب في الغربية». كان راجنيش يرى هذه «الجوانب الإيجابية» على أنها تخريب. تم تصوير راجنيش على أنه إيديولوجي ديني رجعي للبرجوازية الاحتكارية في الهند، وعلى أنه يروج لأفكار المجتمع الاستهلاكي في مظهر هندوسي تقليدي.
في ولاية أوريغون، تسبب المجتمع المتعمد الكبير للحركة في أوائل الثمانينيات من القرن الماضي والذي يدعى راجنيشبورم ، في توترات في المجتمع المحلي بسبب محاولاته الاستيلاء على بلدة أنتيلوب القريبة ثم مقعد مقاطعة ذا دالاس في المجلس النيابي.
في ذروة هذه التوترات، أُلقي القبض على مجموعة من الأعضاء البارزين في بلدية راجنيشبورام أوريغون لجرائم تشمل محاولة القتل كجزء من أول هجوم إرهابي بيولوجي مسجل في الولايات المتحدة والذي تم التخطيط له للتأثير على نتيجة الانتخابات المحلية لصالحهم ولكنه فشل. تم نشر السالمونيلا لإصابة منتجات السلطة في المطاعم والمتاجر المحلية، والتي تسمم بها عدة مئات من الناس. تم ترحيل باغوان بعد ذلك من الولايات المتحدة في عام 1985 كجزء من اتفاق اعترافه بعد إدانة سكرتيرته وساعده الأيمن ما أناندا شيلا. في النهاية عاد مقر الحركة إلى بونا (الهند الحالية). تم تدمير مجتمع أوريجون في سبتمبر 1985.
تدريجيًا تلقت الحركة في الهند استجابة أكثر إيجابية من المجتمع المحيط، خاصة بعد وفاة المؤسس عام 1990. وتدير مؤسسة أوشو الدولية (OIF) التي كانت في السابق مؤسسة راجنيش الدولية (RIF) «دائرة داخلية» أقامها راجنيش قبل وفاته. وهم يديرون معاً ملكية راجنيش ويديرون منتجع أوشو الدولي للتأمل في بيون.
في أواخر التسعينات، تحدت الفصائل المنافسة مؤسسة أوشو العالمية OIF على حقوق الملكية الفكرية على أعمال راجنيش وطالبت بالملكية الخاصة بنشر أو إعادة طباعة المواد المتعلقة ، بعد معركة قانونية استمرت 10 سنوات مع شركة أوشو فريندز إنترناشونال (OFI) في الولايات المتحدة، فقدت منظمة OIF حقوقها الحصرية على العلامة التجارية OSHO في يناير 2009.
هناك عدد من المراكز الأصغر للحركة في الهند وحول العالم بما في ذلك الولايات المتحدة والمملكة المتحدة وألمانيا وإيطاليا وهولندا.

## المنشأ
بدأ  راجنيش يتحدث علناً في عام 1958 بينما كان لا يزال محاضراً (في وقت لاحق أستاذ) في الفلسفة في جامعة جابالبور. ألقى محاضرات في جميع أنحاء الهند خلال ستينيات القرن الماضي، وشجع على التأمل والمثل العليا للحب الحر والحراك الاجتماعي الذي يقوم على فلسفة التحرر المدني التي ترفض تنظيم الدولة والتدخل الديني في العلاقات الشخصية. كما ندد بالزواج باعتباره شكلاً من أشكال العبودية الاجتماعية وخاصة بالنسبة للنساء. وانتقد الاشتراكية وغاندي، لكنه دافع عن الرأسمالية والعلم والتكنولوجيا وتحديد النسل ، محذراً من الزيادة السكانية وانتقد التعاليم الدينية التي تعزز الفقر والإخضاع.
أصبح يعرف باسم أشاريا راجنيش، أشاريا بمعنى «المعلم أو الأستاذ» و «راجنيش» لقب من الطفولة (من السنسكريتية रजनि راجاني، ليلاً و ईश ايشا، سيد). وبحلول عام 1964، بدأت مجموعة من المؤيدين الأثرياء في إنشاء صندوق ثقافي لدعم راجنيش والمساعدة في إدارة معتكفات التأمل. عُرفت الجمعية التي شكلت في هذا الوقت باسم جيفان جاجروتي أندولان (هندي: حركة صحوة الحياة). رأى زبائن راجنيش المتزايدون بسرعة «أنه كان معالجاً روحانياً موهوباً بشكل غير عادي». في ذلك الوقت «حصل على مديرة أعمال» من الطبقة العليا في المجتمع الهندي، لاكسمي ثاكارسي كوروا وهي امرأة لها علاقات سياسية جيدة وابنة أحد الداعمين الرئيسيين لحزب المؤتمر القومي والذي أقام مع علاقات وثيقة مع غاندي ونهرو ومورارجي ديساي، عملت لاكسمي كسكرتيرة شخصية لراجنيش ورئيسة تنظيمية.  أصبحت أول سيناستي وغيرت اسمها ليصبح ما يوجا لاكسمي.  احتفظت لاكسمي بهذا الدور لمدة 15 سنة تقريباً.

## البدايات

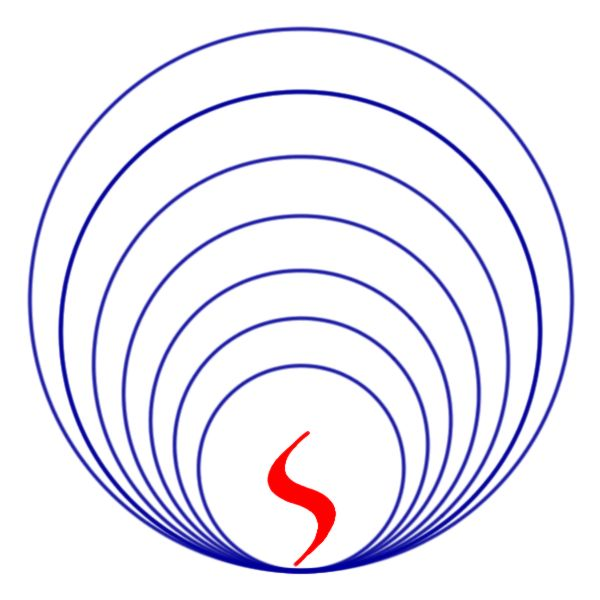
رمز حركة صحوة الحياة. حوالي 1970.

أجبر مسؤولو جامعة جبلبور راجنيش على الاستقالة في عام 1966. طور دوره كمعلم روحي ودعم نفسه من خلال المحاضرات ومعسكرات التأمل والاجتماعات الفردية لأتباعه الأثرياء. في عام 1971 ظهرت حركة السيناسي الدولية. قام راجنيش بتمييز السيناسي عن الممارسات التقليدية، أعلى من شأن المرأة، رأى أن التخلي الحقيقي هو التخلي عن الأنا بدلًا من التخلي عن العالم. لكن تلاميذة كانوا يحرصون على الرداء التقليدي، ورداء المغرة، وتغيير أسمائهم. في ذلك الوقت أطلق راجنيش على نفسه «بغوان شري».
بحلول عام 1972، كان عدد  السيناسيين في الهند يبلغ 3,800. وكان العدد الإجمالي لبقية العالم في ذلك الوقت 134، بما في ذلك 56 من الولايات المتحدة، و 16 لكل من بريطانيا وألمانيا، و 12 لكل من إيطاليا والفلبين، و 8 في كندا، و 4 في كينيا، و 2 في الدنمارك، وواحد لكل منهما من فرنسا وهولندا واستراليا واليونان والسويد والنرويج وسويسرا. بعد شراء منزل لراجنيش في بونا في عام 1974، أسس الأشرم، ونمت عضوية الحركة.  بدأ المزيد من الباحثين بالزيارة من الدول الغربية، بما في ذلك المعالجون الذين قاموا بإجراء جلسات العلاج الجماعي في الأشرم.
أصبح راجنيش أول المعلم الشرقي ينتهج العلاج النفسي الحديث. كانت له نقاشات يومية على الكتب الدينية، جمع فيها بين عناصر الفلسفة الغربية، والنكات والحكايات الشخصية. وعلق على الهندوسية، والزن وغيرها من المصادر الدينية.
بعد وفاة راجنيش ودفنه في هذا الموقع، أصبح الأشرم في بونا يدعى منتجع أوشو الدولي للتأمل. ويضم المجمع مجموعة متنوعة من التقنيات الروحية من مجموعة واسعة من التقاليد، ويُسوق باعتباره واحة روحية، و «مساحة مقدسة» لاكتشاف الذات وتوحيد رغبات الجسد والعقل في بيئة جميلة. وفقاً للتقارير الصحفية، فإنه يجذب حوالي 200000 شخص من جميع أنحاء العالم كل عام ؛ ومن بين الزوار البارزين سياسيين وشخصيات إعلامية والدالاي لاما.

## المعتقدات والممارسات

### الدين
أوضحت دراسة عام 1972 مفهوم راجنيش الخاص بـ السيناسي. كان يراد لها أن تكون حركة عالمية متجذرة في تأكيد الحياة، مرحة مبتهجة ومبنية على العلم بدلاً من الإيمان والعقيدة. لا تعتمد على الأيديولوجية والفلسفة، بل على الممارسات والتقنيات والأساليب التي تهدف إلى إتاحة الفرصة لكل فرد لاكتشاف واختيار منهجه الديني الصحيح؛ كان الهدف منها إرشاد الناس إلى تدينٍ عالمي جوهري. كانت الحركة مفتوحة للجميح من أصحاب الأديان أو من الادينيين، لتجربة الطرق الباطنية لجميع الأديان في شكلها الأصلي النقي، ليس سعياً للتآلف بل لتوفير التسهيلات التي يمكن من خلالها إحياء هذه الطرق والحفاظ عليها والدفاع عنها. وكشف خباياها وأسرارها الخفية. الحركة لم تسعى لخلق أي دين جديد.

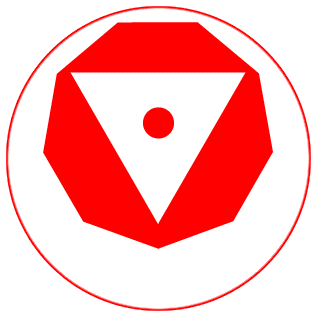
شعار السانياسي الجدد الدولية. حوالي سبعينيات القرن العشرين.

في أحد الاستقصاءات التي أجريت في راجنيشبوم، حدد أكثر من 70 في المائة من الذين شملهم الاستطلاع انتمائهم الديني بأنه «لا شيء» ؛ ومع ذلك شارك 60 في المئة من السينياسيين في أنشطة العبادة عدة مرات في الشهر. في أواخر عام 1981 أعلن راجنيش من خلال سكرتيرته ما أناند شيلا (شيلا سيلفرمان) عن بدء «دين الراجنيشية»، والذي سيكون قائماً على متفرقات مأخوذة من مختلف الخطابات والمقابلات التي قدمها راجنيش على مر السنين. في يوليو 1983 نشرت مؤسسة راجنيش الدولية كتابًا بعنوان (الراجنيشية: مدخل إلى بجوان شري ودينه) ، في محاولة لمنهجة تعاليم راجنيش الدينية وإضفاء الطابع المؤسسي على الحركة. على الرغم من ذلك ادعى الكتاب أن الراجنيشية لم تكن دينًا، بل «دين بلا دين. فقط درجة عالية من الحب والصمت والتأمل والصلاة». يعلق كارتر على أن الدافع وراء إضفاء الطابع الرسمي على تعاليم راجنيش ليس من السهل تحديده، ولكن ربما يكون مرتبطًا بطلب تأشيرة مقدم إلى مصلحة الهجرة والتجنس للحصول على وضع «عامل ديني» له. اتبع المشاركون قواعد في ارتداء ملابس مماثلة والمشاركة في نفس الأنشطة. سُمح للجميع بالحضور والمغادرة كما يحلو لهم طالما أنهم لم يؤذوا أحداً.
في الأسبوع الأخير من سبتمبر 1985، بعد أن فرت شيلا في خزي، أعلن راجنيش أن دين الراجنيشية لم يعد له وجود، وأنه سيتم تفكيك أي شيء يتصل بهذا الاسم. أضرم تلاميذه النار في 5000 نسخة من كتاب الراجنيشية. وقال راجنيش أنه أمر بحرق الكتب لتخليص الطائفة من آخر آثار شيلا.

## المجتمع

### المجتمع القصدي
كان يُراد للأسر والمدن الكبيرة والدول أن يتم استبدالها في نهاية المطاف بمجتمعات صغيرة بأسلوب حياة جماعي. بحلول عام 1972 كانت هناك مجتمعات صغيرة من الأتباع في الهند وكينيا، وقد تم التخطيط لمدينة أكبر لتكون «مقرًا عالميًا دائمًا» في الهند كما أرادت أناند شيلا. ومع ذلك تم إحباط هذه الخطة مراراً وتكراراً. تم تخطيط مجتمعات كبيرة في الغرب. اشترت منظمة راجنيش مزرعة بيج مادي التي تبلغ مساحتها 64,229 فدانًا بالقرب من إنتلوب، ولاية أوريغون في يوليو 1981، وأعادت تسميتها إلى  راجنيشبوم. في البداية سكن حوالي 2000 شخص في هذا المجتمع المتعمد، وانتقل راجنيش هناك أيضًا. اشترت المنظمة فندق استقبال في بورتلاند. في يوليو عام 1983 تم تفجير الفندق من قبل الجماعة الإسلامية المتطرفة، وهي جماعة لها صلات مع مسلحين في أزاد كشمير التي تسيطر عليها باكستان وسعت إلى مهاجمة أهداف «لينة» لها صلات هندية في الولايات المتحدة.
اشتبكت حركة راجنيش مع مسؤولي أوريغون والحكومة أثناء وجودهم في راجنيشبوم، مما أدى إلى توترات داخل البلدية نفسها. ومع عقلية الحصار التي أبداها قادة الحركة، والتخويف والاستبداد التي تلت ذلك، بدأ الأتباع  الخائبي الأمل في مغادرة المنظمة. وصدرت تعليمات لأعضاء الحركة بوقف التواصل مع أي شخص غادر. 

### الزواج والأسرة
على الرغم من أن الحركة كانت بلا قيم محددة ومشتركة بوضوح ، كان معروفًا أن راجنيش لم يشجع على الزواج وإنجاب الأطفال ، وذلك لأنه رأى أن العائلات عُرضةٌ بطبيعتها للخلل والتدمير . لم يُولد الكثير من الأطفال في المجتمعات المحلية في ولاية أوريغون وإنجلترا ، وكانت وسائل منع الحمل والتعقيم والإجهاض مقبولة. وفقاً لبيك، برر بعض الآباء ترك أطفالهم عند الانتقال إلى الأشرم إلى أن  التطور الروحي كان أكثر أهمية.

### التجارة
يعلق هيو ب. أوربان على أن «واحدة من أكثر السمات المذهلة لحركة راجنيش المبكرة كانت نجاحها الملحوظ كمشروع تجاري». حيث إنها «طورت بنية مؤسسية فعالة للغاية ومربحة» ، و "بحلول الثمانينيات من القرن الماضي، تطورت الحركة إلى شبكة معقدة ومتشابكة من الشركات، مع عدد مذهل من الشركات الروحية والعلمانية في جميع أنحاء العالم، تقدم كل شيء من اليوغا والاستشارات النفسية لخدمات التنظيف. تم تقدير أن ما لا يقل عن 120 مليون دولار تم جمعها خلال فترة الحركة في ولاية أوريغون، وهي فترة كان فيها الاستحواذ   وجمع التبرعات والعمل القانوني مصدر قلق رئيسي. تحدث الصحافة الشعبية على نطاق واسع عن المجموعة الكبيرة من سيارات رولز رويس التي جمعها راجنيش، وذكرت أنها 93 في الإحصاء النهائي. أفاد جيمس س. جوردون أن بعض السيناسيين رأوا هذه السيارات كأداة لا تضاهى للحصول على الدعاية، والبعض الآخر كاستثمار تجاري جيد أو كاختبار، والبعض الآخر كتعبير عن ازدراء راجنيش لتطلعات الطبقة الوسطى . رأى غوردون أن أكثر ما أحب راجنيش حول سياراته الرولز رويس بالإضافة إلى كونها مريحة، كان “ الغضب والحسد الذي أثارته حيازته العبثية والغير مبررة للعديد من السيارات الفارهة ".  وكتب جوردن عن ملصق سيارة كان شائعًا بين السيناسيين: «يسوع ينقذ. موسى يستثمر. بهجوان ينفق».

## التركيبة السكانية
أُجريت إحدى الدراسات الاستقصائية الأولى للسيناسيين في عام 1980 في بونا بواسطة سوامي كريشنا ديفا (ديفيد بيري ناب)، وهو عالم نفسي سريري أمريكي عمل لاحقًا كرئيس لبلدية راجنيشبورم. في الاستطلاع، درس كريشنا ديفا 300 من السيناسيين الأمريكيين واكتشفت أن متوسط أعمارهم كان يزيد قليلاً عن الثلاثين وستون في المائة منهم كان سيناسياً لمدة تقل عن عامين، واستمر معظمهم في العيش في الولايات المتحدة. جاء نصفهم من ولاية كاليفورنيا، 97 ٪؜ من البيض، 25 ٪؜ من اليهود و 85 ٪؜ ينتمون إلى الطبقات المتوسطة والعليا.   ما يقرب من الثلثين حصلوا على شهادات جامعية واعتبروا أنفسهم «ناجحين من الناحية الدنيوية». سبق أن شارك ثلاثة أرباعهم في بعض العلاجات وأكثر من نصفهم جربوا من قبل مجموعات روحية أخرى. في عام 1984 كان متوسط عمر أعضاء حركة راجنيش 34 عامًا. حصل 64٪ من المتابعين على شهادة جامعية لمدة أربع سنوات.
أجري مسح على 635 من سكان راجنيشبورم في عام 1983 من قبل نورمان د ساندبرغ، مدير برنامج علم النفس العيادي / المجتمعي في جامعة ولاية أوريغون، وثلاثة من زملائه. عزا ما يقرب من ثلاثة أرباع الذين شملهم الاستطلاع قراراتهم بأن يصبحوا راجنيشيين إلى حبهم لراجنيش أو تعاليمه. صرح 91 % أنهم كانوا يبحثون عن معنى أكبر لحياتهم قبل أن يصبحوا أعضاءً للحركة . عندما سئلوا عن تقييم شعورهم حيال حياتهم كراجنيشيين، صرح 93 % أنهم «راضون للغاية» أو قريباً من ذلك، معظمهم اختاروا الدرجة العليا على مقياس من 0 إلى 8. صرح 8 % فقط أنهم كانوا سعداء بنفس المقدار قبل وبعد الانضمام للحركة.

## الهجوم البيولوجي الإرهابي 1984
وقعت العديد من الحوادث التي أدت إلى تراجع الحركة في مقر المقاطعة وأكبر مدينة في مقاطعة واسكو بولاية أوريجون.
في عام 1984 انخرط بعض أتباع راجنيش في هجوم بيولوجي، حيث قاموا بتلويث منتجات السلطة  بالسالمونيلا في المطاعم والمحلات التجارية المحلية، مما أدى إلى تسمم 751 شخصاً. كان الدافع من وراء الهجوم هو التلاعب بالانتخابات المحلية لصالح الراجنيشيين بهدف الحصول على السلطة السياسية في المدينة والمقاطعة.
و تم اكتشاف تورط راجنيش أيضًا في إدارة ما عرف لاحقاً ب «أطول عملية تنصت على المكالمات الهاتفية».
وجهت اتهامات جنائية ضد العديد من قادة راجنيش  بما في ذلك ما أندا شيلا السكرتيرة الشخصية لراجنيش، والتي أقرت بأنها مذنبه في تهم محاولة القتل والاعتداء. أدت الإدانات في النهاية إلى ترحيل زعيم الحركة راجنيش، إلى جانب عقوبة مع وقف التنفيذ مدتها 10 سنوات وغرامة قدرها 400٬000 دولار وذلك في عام 1985..

## التراجع
بالإضافة إلى الهجوم البيولوجي الإرهابي عام 1984، ساهم صراع راجنيش مع المنظمة غير الربحية (ألف صديق لأوريجون) في تراجعها. بدأ ذلك بالعديد من الهجمات القانونية، حيث تحاول كل منظمة التخلص من الأخرى. أرادت منظمة (ألف صديق لأوريجون) منع بناء مدينة راجنيشبورم . استمرت المعركة لسنوات. لم تبقى هذه المعارك القانونية داخل نطاقات المحاكم فحسب، بل امتدت أيضًا إلى وسائل الإعلام.

## الوضع الحالي
صمدت الحركة بعد موت راجنيش. تقوم مؤسسة أوشو العالمية خليفة مؤسسة السينياسيين الجدد العالمية   بنشر آرائه، وتعمل مرة أخرى خارج أشرم بونا في الهند. تجاهل الزعماء الحاليون الخلافات القديمة في ولاية أوريغون في محاولة لجذب جمهور أوسع.
علق أوربان أن الميزة الأكثر إثارة للدهشة لظاهرة أوشو تكمن في "التمجيد الملحوظ لراجنيش عند عودته إلى الهند"، مما أدى إلى تحقيق المزيد من النجاح في وطنه أكثر من السابق. وفقًا لـ أوربان، فإن أتباع راجنيش قد نجحوا في تصويره على أنه شهيد، مما يعزز الرأي القائل بأن مجتمع راجنيشبوزم  "سُحق من الخارج من قبل مكتب النائب العام لولاية أوريجون... مثل المارينز في لبنان، وأصيبت بمعارضة قاسية وطُردت منها ".  رأى عالم الاجتماع ستيفن هانت في كتابه الديانات البديلة (2003) أن" الحركة قد تراجعت منذ عام 1985، والبعض يرى بأنها الآن في جميع النوايا والأغراض قد انتهت . 
بعد وفاة راجنيش، نشأت خلافات مختلفة بشأن رغباته وإرثه. أدى إلى تشكيل عدد من الجمعيات الجماعية المتنافسة. أحد الخلافات المركزية كانت تتعلق بامتلاك حقوق النشر لـ أوشو على أعماله.  أمضت مجموعة من هذه المجموعات تدعى (أصدقاء أوشو العالمية) 10 سنوات في محاربة استخدام مؤسسة أوشو العالمية لعنوان (أوشو) كعلامة تجارية حصرية، في 13 كانون الثاني (يناير) 2009 في الولايات المتحدة خسرت  مؤسسة أوشو العالمية OIF الحقوق الحصرية التي تملكها على العلامة التجارية أخيرًا. قدمت مؤسسة أوشو العالمية OIF طلب استئناف في 12 مارس، لكنها في النهاية سحبت الطلب من محكمة الاستئناف في 19 يونيو، وبالتالي أُلغيت العلامات التجارية لأوشو في الولايات المتحدة.  في 16 مارس 2018، أصدرت نيتفلكس فيلم وثائقي من 6 أجزاء بعنوان Wild Wild Country بخصوص حركة راجنيش .